# Zehntscheune (Bad Orb)

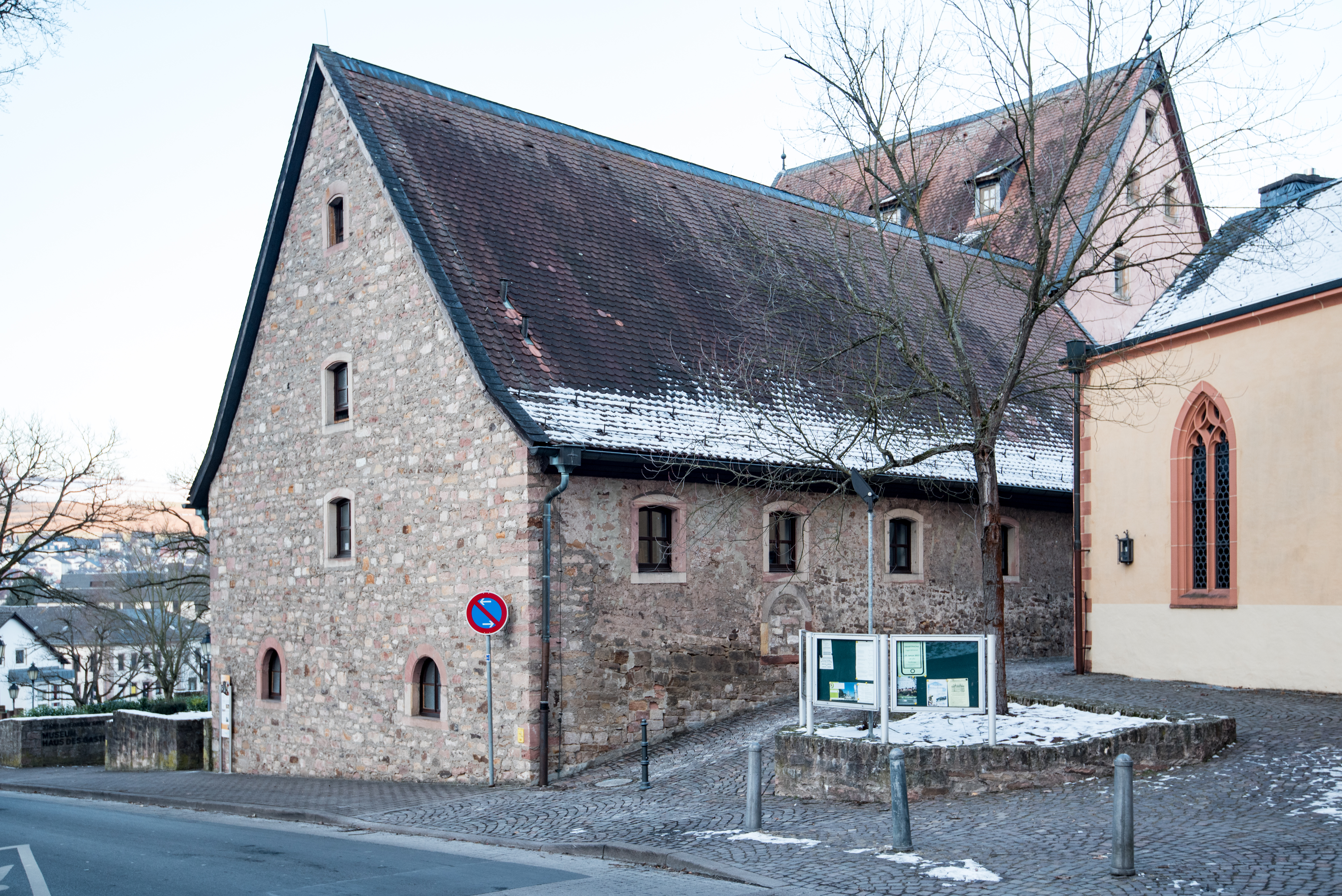
Zehntscheune in Bad Orb

Die Zehntscheune in Bad Orb, einer Kurstadt im Main-Kinzig-Kreis in Hessen, wurde im 17. Jahrhundert errichtet. Die ehemalige Zehntscheune an der Burgringstraße ist ein geschütztes Kulturdenkmal.
Kurmainz kaufte 1621 den Burgbezirk mit der Burgmühle und einem Wohnhaus. Daran wurde rechtwinklig eine neue Zehntscheune errichtet, die für die Lagerung des Fruchtzehnten diente. Der zweigeschossige Satteldachbau aus Sandstein mit Eckquaderung besitzt zwei große, rundbogige Tore und eine Fensterreihung im Obergeschoss. 
Nach der grundlegenden Renovierung dient das Gebäude als Haus des Gastes.